# Валерия Мессала
Вале́рия Месса́ла (лат. Valeria Messala; умерла после 79/78 года до н. э.) — римская матрона из знатного патрицианского рода Валериев, последняя жена Луция Корнелия Суллы.

## Биография
Дочь Марка Валерия Мессалы и Гортензии, сестра сенатора Марка Валерия Мессалы Руфа. Её брат был консулом в 53 году до н. э.
Имя первого мужа Валерии Мессалы неизвестно и о нём не сохранилось никаких сведений. В 79 или 78 году до н. э., будучи разведённой, она вышла замуж за вдовствующего бессрочного диктатора Луция Корнелия Суллу, которому было около 60 лет. Она слыла красавицей и «безупречно целомудренной и благородною женщиной». Плутарх рассказывает историю знакомства:
Несколько месяцев спустя на гладиаторских играх — в ту пору места в театре еще не были разделены и женщины сидели вперемежку с мужчинами — случайно поблизости от Суллы села женщина по имени Валерия, красивая и знатная родом (она приходилась дочерью Мессале и сестрою оратору Гортензию), недавно разведенная с мужем. Проходя мимо Суллы, за его спиною, она, протянув руку, вытащила шерстинку из его тоги и проследовала на своё место. На удивлённый взгляд Суллы Валерия ответила:«Да ничего особенного, император, просто и я хочу для себя малой доли твоего счастья». Сулле приятно было это слышать, и он явно не остался равнодушен, потому что через подосланных людей разузнал об имени этой женщины, выведал, кто она родом и как живет. После этого пошли у них перемигивания, переглядывания, улыбки, и все кончилось сговором и браком.
После женитьбы на Валерии Сулла продолжал проводить время в компании актёров и актрис.
Впрочем, и поселив Валерию в своем доме, он не отказался от общества актрис, актеров и кифаристок. С самого утра он пьянствовал с ними, валяясь на ложах. Ведь кто в те дни имел над ним власть? Прежде всего комический актер Росций, первый мим Сорик и изображавший на сцене женщин Метробий, которого Сулла, не скрываясь, любил до конца своих дней, хотя тот и постарел
Валерия родила единственного ребёнка после смерти Суллы, дочь Корнелию Постуму В дальнейшем не упоминалась с дочерью, и их судьба  неизвестна, по некоторым данным они умерли от инфекционной болезни.

## В литературе
В романе Рафаэлло Джованьоли «Спартак» показана как возлюбленная Спартака. На пиру пьяный Сулла намекает, что Валерия беременна не от него. На следующий день Сулла умер, так и не узнав правды из письма куртизанки Эвтибиды об отношениях Валерии и Спартака. Валерия переживает за Спартака и пишет письмо Спартаку, чтобы он предложил мир Крассу. Спартак встречался с Крассом, но тот отверг предложение Спартака, предложив Спартаку оставить товарищей и перейти на римскую службу. Отвергнувший предательство соратников Спартак погибает в сражении, а на вилле, читающую письмо и держащую урну с прахом Спартака, плачущую Валерию утешает дочь.